# CAMOUFLAGE
CAMOUFLAGE（カモフラージュ）は、愛知県名古屋市を拠点に活動していた女性ローカルアイドルグループである。愛称は、カモフラ。

## 概要
- 2012年10月5日にデビュー。メンバーは名古屋市を中心に展開している複数のコンセプトカフェ(萌えりぃ、Mai Leaf、A.i cafe(閉店)moe2sta（閉店）、ももちゃふぇ)(閉店)ら選抜され構成され、2014年4月からは系列コンセプトカフェに属さないメンバーも加入した。
- デビュー時のメンバーは9人だったが2012年12月より8人編成となり、2014年4月末からは7人編成となったなど何度か変遷した。
- 派生ユニットとして「きまぐれキャットウォーク（山下もえ、佐倉百音、椎名あずさ）」、ソロ曲に「DA・I・SU・KI（佐倉百音）」がある。
- ユニット名は「（今までにない）迷彩服を着たアイドルを作る」というコンセプトに由来する。メンバーはピンクの迷彩服を着用し、それぞれモデルガンを所持しているが、後々そうならないことが多くなった。メンバー内にギター担当、ラップ担当を擁し、ガールズバンドの要素も持っていたが後にダンスボーカルグループとなった。
- リーダー、サブリーダーはあみだくじによって決められた。

## 略歴
2012年
- 10月5日、verus presents 「Princess ISM vol.1」にてデビュー。

2013年
- 1月3日、「新春アイドル横丁まつり!! ～2013～」に出演。
- 6月1日、グループ初となるワンマンライブ開催。
- 10月27日、DIAMOND HALLにて「CAMOUFLAGE 1st Anniversary Live リアルキニナルライブ」開催。

2014年
- 4月19日、ワンマンライブ『首都を狙うぜ！天下分け目の原宿大合戦』を原宿アストロホールで行う。
- 5月、CAMOUFLAGE初となる冠番組 『BILLY CAM(e)-ビリカム-』 がスタート。
- 5月25日、『BILLY CAM(e)-ビリカム-』収録時に、10月17日 Zepp Nagoyaにてワンマンライブを開催する事が発表される。

2015年
- 5月29日、立松あすが体調不調によりグループ活動が困難とのことで脱退し、所属事務所のバースエンタテインメントも退職した為、メンバーは6人となる。
- 6月23日、三条香月が卒業を発表。同年10月10日に行われるワンマンライブで卒業した。
- 8月2日、TOKYO IDOL FESTIVAL 2015で小熊あやか、中西梨奈、藤本美紀の新メンバー3人が発表される。
- 11月23日、changes of lifeにて従来のアイドルソング路線から、クラブサウンドへの楽曲の路線変更を発表、お披露目。変更に戸惑うファンも多く、賛否両論はっきり分かれる形になる。

2016年
- 7月、椎名あずさが『ミスiD2017』セミファイナリストに入る[1]。
- 7月18日、学業に専念するため中西梨奈が卒業。
- 10月15日、2017年1月3日に行われるライブをもってグループの「活動休止」、及び「神谷るな・山下もえ・佐倉百音・藤本美紀の4名が卒業」することが公式Twitterにて発表された。

2017年
- 1月3日、今池ボトムラインで開催されたラストライブ「さよならじゃないよありがとう」をもって、神谷るな・山下もえ・佐倉百音・藤本美紀の4名が卒業し、グループは活動休止となった。
- 5月31日、活動再開に向け様々模索していたが、正式に解散を発表。メンバーを総入れ替えし、楽曲も50曲近くあることから別のグループにする考えもあったが、そこにCAMOUFLAGEとしての信念はなく、解散という道を選んだ[2]。最後には椎名あずさと小熊あやかだけが残った。

## メンバー

### メンバー
※解散時点での在籍メンバー
| カラー | 名前       | よみ          | 生年月日             | 血液型 | 愛称                 | 備考                                                                                                | 所属店舗               |
| ------ | ---------- | ------------- | -------------------- | ------ | -------------------- | --------------------------------------------------------------------------------------------------- | ---------------------- |
|        | 椎名あずさ | しいな あずさ | 7月13日              | A型    | にゃんあず、あずめろ | バラエティー担当。フルマラソンにチャレンジするなど体力担当でもある。                                | A.i cafe、ももちゃふぇ |
|        | 小熊あやか | おぐま あやか | 1997年4月2日（28歳） | O型    | あやかまちょ         | 2015年8月2日にお披露目された新メンバー。埼玉出身。 解散後『ミスiD2018』でセミファイナリストに入る。 | なし                   |

### 元メンバー
- 伊藤えりか　（2012年12月27日脱退、在籍時はA.iCafe所属）

| カラー | 名前       | よみ              | 誕生日                 | 血液型 | 愛称                           | 備考 | 所属店舗                               |
| ------ | ---------- | ----------------- | ---------------------- | ------ | ------------------------------ | --- | -------------------------------------- |
|        | 吉野さくら | よしのさくら      | 12月8日                | B型    | さくらきゅん                   | DJ担当。派生ユニット「もえりぃすたぁ」のメンバーとしても活動。2014年4月26日の定期公演にて卒業。                                                                                     | moe2sta(2014/2/16閉店)                 |
|        | 河合みおり | かわいみおり      | 2月22日                | O型    | みおりん                       | 派生ユニット「もえりぃすたぁ」のメンバーとしても活動。2014年4月26日の定期公演にて卒業。 萌えりぃでのメイドは継続。                                                                  | 萌えりぃ                               |
|        | 立松あす   | たてまつ あす     | 6月9日                 | O型    | アスたん、あすんすん、あすさん | CAMOUFLAGE元リーダー。ゾンビ映画の知識に長ける。 | Mai Leaf                               |
|        | 三条香月   | さんじょう かつき | 8月21日                | B型    | かっちゃん                     | 2014年4月26日にお披露目された新メンバー。京都出身。 | なし(CAMOUFLAGEとしては初の店舗未所属) |
|        | 高崎聖子   | たかさき しょうこ | 5月13日                | B型    | たかしょー、せう、うたこ       | CAMOUFLAGEギター担当。グラビアアイドルで活動したのち、高橋しょう子の芸名でAV女優に転向。                                                                                            | 萌えりぃ、A.i cafe                     |
|        | 中西梨奈   | なかにし りな     | 10月16日               | B型    | なかりな                       | 2015年8月2日にお披露目された新メンバー。大阪出身。アンジュルムの中西香菜は実妹。2016年7月18日をもって卒業。                                                                         | なし                                   |
|        | 神谷るな   | かみや るな       | 10月7日                | O型    | るなちやん                     | CAMOUFLAGEのサブリーダー。雪印コーヒー、オレたちのゆきこたんプロジェクトで『手乗りゆきこたん』の公式キャラクターを務める。2017年1月3日をもって卒業。                                | 萌えりぃ                               |
|        | 佐倉百音   | さくら もね       | 11月9日                | O型    | もねりん                       | メンバー唯一のソロ曲である『DA.I.SU.KI』を持つ。2017年1月3日をもって卒業。 | A.i cafe                               |
|        | 山下もえ   | やました もえ     | 1992年10月27日（32歳） | A型    | もえちゃん、やましー           | CAMOUFLAGEの振付を担当している。その他にもラップ担当、不健康担当など担当を複数担当している。元SKE48メンバー。アイドルフェス「モエソニック」も企画、主催。2017年1月3日をもって卒業。 | A.i cafe                               |
|        | 藤本美紀   | ふじもと みき     | 2月26日                | B型    | みきてぃ                       | 2015年8月2日にお披露目された新メンバー。兵庫出身。元の芸名は藤井せりか（2015年12月に改名）。2017年1月3日をもって卒業。                                                              | なし                                   |

## ディスコグラフィ
※順位はオリコンウィークリーチャート最高位。

### シングル
| 枚 | リリース日     | 曲名                                                                | レーベル                 | 販売形態  | 規格品番                                                                                            | 形態 | 順位 | MV |
| -- | -------------- | ------------------------------------------------------------------- | ------------------------ | --------- | --------------------------------------------------------------------------------------------------- | --- | ---- | -- |
| 1A | 2013年3月3日   | KIMOCHI超高速                                                       | バースエンタテインメント | CD        | VECA-001A                                                                                           | 300枚限定 c/w 恋の時限爆弾、 青春のはて | -    |    |
| 1B | 2013年3月3日   | 恋の時限爆弾                                                        | バースエンタテインメント | CD        | VECA-001B                                                                                           | 通常版 c/w KIMOCHI超高速 | -    |    |
| 2  | 2013年7月10日  | 片思いWARS                                                          | バースエンタテインメント | CD+DVD CD | VECA-002A VECA-002B                                                                                 | 限定版 c/w SAYONARAもーにんぐ 通常盤 c/w SAYONARAもーにんぐ | -    | MV |
| 3  | 2013年10月23日 | リアルキニナルガール                                                | HotzLine Records         | CD        | HZLR-1305 HZLR-1306 HZLR-1307 HZLR-1308 HZLR-1309 HZLR-1310 HZLR-1311 HZLR-1312 HZLR-1313 HZLR-1314 | 山下もえ ver. 河合みおり ver. 佐倉百音 ver. 立松あす ver. 神谷るな ver. 椎名あずさ ver. 吉野さくら ver. 高崎聖子 ver. カモフラ全員ver. カモフラ全員キャラクター ver. | 75   | MV |
| 4  | 2014年3月23日  | 青春のはて/lovin you                                                | バースエンタテインメント | CD        | VECA-003                                                                                            | 物販等にて無料配布 | -    |    |
| 5  | 2014年7月6日   | アイノーアイジョー踊りゃんせ！                                      | バースエンタテインメント | CD        | VECA-004                                                                                            | c/w 空夢見頃 | -    | MV |
| 6  | 2014年8月20日  | ドメスティック夏ガール                                              | Smile19                  | CD        | DQC-1354 (S19CD002)                                                                                 | c/w ぬくもり | 105  | MV |
| 7  | 2014年12月24日 | キミユキマジック/遊園地ハート                                       | Smile19                  | CD        | DQC-1428 (S19CD007)                                                                                 | | -    | MV |
| 8  | 2015年10月10日 | ドギマギ Trick or Treat?                                            | バースエンタテインメント | 限定配信  | | ファンクラブ限定配信 | -    |    |
| 9  | 2016年1月23日  | IN ORDER TO IDOL vol.1（憂国のブリリアンス/Lovely Sweet Dimention） | バースエンタテインメント | CD        | VLCD-001                                                                                            | | -    | MV |

### アルバム
| 枚 | リリース日    | 曲名       | レーベル         | 販売形態 | 規格品番            | 形態                    | 順位 | MV |
| -- | ------------- | ---------- | ---------------- | -------- | ------------------- | ----------------------- | ---- | -- |
| 1  | 2015年4月29日 | CAMOUFLAGE | アイドルーチュ！ | CD       | FLCD-1015 FLCD-1016 | Amazon限定版 全国流通版 | -    | MV |

### DVD
- CAMOUFLAGE 1st Anniversary Live「リアルキニナルライブ」（2014年2月7日）
- CAMOUFLAGE 2nd Anniversary Zepp Nagoya One Man Live 「 ドメスティックに踊りゃんせ！」 〜インディアカで繋ぐみんなとの絆〜DVD（2015年2月20日）

## 出演

### ドラマ
- みんな!エスパーだよ!（2013年4月12日 - 、テレビ東京）
- 東京トイボックス（2013年10月5日 - 、テレビ東京）
- 超絶☆絶叫ランド（2013年8月28日、CBC）第6話　※山下のみ - 後藤アヤの分身役
- SAKURA～事件を聞く女～（2014年10月20日 - 12月22日、TBS）
- Nのために（2014年10月17日 - 12月19日、TBS）

### 映画
- 神さまの言うとおり（2014年11月15日公開 ）※山下のみ

### バラエティ
- めチャぶり!（2011年1月6日 - 2012年12月28日、メ〜テレ）
- チェンジ!（2012年4月6日 - 9月28日、テレビ愛知）
- アイドル界隈（2012年10月5日 - 2014年1月31日、テレビ愛知）
- 〜ニコニコ映画実況〜 みんなで一緒に『ヱヴァンゲリヲン新劇場版：破　TV版』を見よう!（2012年10月17日、ニコニコ生放送）
- 月曜から夜ふかし（2013年3月18日、日本テレビ）
- カモフラDeNAいと！（2014年2月6日 - 、SHOWROOM)
- BILLY CAM(e)-ビリカム-（2014年5月3日 - 、ケーブルテレビ)
- 3分で斬る！まるごと必勝チャンネル（2014年5月9日 - 、netkeiba.com）[7] - レギュラー　※山下のみ
- ノブナガ（2001年1月 - 、CBC）※佐倉のみ
- 前略、大徳さん（2013年11月3日 - 、中京テレビ）
- TOKIOカケル（2015年3月25日  、フジテレビ）
- なないろDREAM TV（2015年4月29日 - CBCテレビ）

### ラジオ
- 松下唯・高崎聖子・立松あすの発信しちゃお!!（2012年7月1日 - 、レインボータウンFM）
- MORNING CHARGE（2012年12月14日、ZIP FM）
- Super Relax Time（2013年2月23日、FM AICHI）
- 安田大サーカスクロちゃんのIDOL ST@TION（2013年9月5日、目黒FM）

### 舞台
- ミュージカル『ファウスト〜愛の剣士たち〜』[8][9](2014年6月27日 - 7月7日、東京・AiiA Theater Tokyo　7月12日 - 13日、大阪・森ノ宮ピロティホール)　※山下のみ

### ライブ参加
2012年
- verus presents 「Princess ISM vol.1」（10月5日、HOLIDAY NAGOYA）
- Wish合同発表会2012（10月13日、豊田市産業文化センター〈小ホール〉）
- アイドル界隈presents「Live around the idol vol.1」（10月17日、HOLIDAY NAGOYA）
- CLUB251 19th ANNIVERSARY〜19th nervous breakdown（11月3日、CLUB251）
- アイドル界隈presents「Live around the idol vol.2」（11月7日、HOLIDAY NAGOYA）
- アイドル界隈presents「Live around the idol vol.3」（12月5日、X-HALL）
- 「メリクリ!名古屋アイドルPARTY!2days スペシャル!」supported by CANDY SOUL RECORD（12月20日、名古屋CLUB QUATTRO）
- しぶはら★ニコ生 アイドルコレクション」〜冬だ!メリクリ!ワッショイショイ!!阿鼻叫喚アイドル涅槃変〜アイコレ冬の陣2012（12月22日、渋谷WOMB）
- keyPRESENTS 「KeyStation vol.2」（12月27日、Electric Lady Land）

2013年
- 新春アイドル横丁まつり!! 〜2013〜（渋谷公会堂1月3日）
- アイドル界隈presents「Live around the idol vol.4」（1月8日、X-HALL）
- ROLL TOGETHER FESTIVAL Glad3rd ANNIVERSARY（2月24日、Glad）
- NAGOYA IDOL STYLE in 名古屋オートトレンド2013（3月2日、ポートメッセなごや）
- verus presents 「Princess ISM vol.2」（3月3日、HOLIDAY NAGOYA NEXT）
- ご当地アイドルお取り寄せライブ!vol.4（3月15日、TwinBox AKIHABARA）
- NAGOYA IDOL STYLE 2013（3月24日、CLUB OZON）
- ウタ娘平日スピンオフライブ（4月15日、赤坂元気劇場）
- KeyStation vol.4 ～桜ナク恋ノ物語TOUR FINAL～（5月4日、名古屋CLUB QUATTRO）
- ウタ娘スーパーライブ2013（5月26日、新木場STUDIO COAST）
- アイドル横丁夏まつり!!〜2013〜（7月7日、新木場STUDIO COAST）

ほか
2014年
- Village Vanguard Presents 新春！モエソニック 2014（1月5日、ZEPP NAGOYA）
- しぶやのゆうえんち Vol.6 （1月11日、渋谷ドクタージーカンズ）
- 青山☆聖ハチャメチャハイスクール presents『ハチャメチャ祭Vol.10』（1月12日、新宿MARZ）
- 第12回アイドル緊急招集（1月13日、新宿MARZ）
- アイドルイベントえびすまつりvol.114（1月17日、渋谷K2）
- アイプラ上々（1月18日 2部、HOLIYDAY NAGOYA NEXT）
- アイドル横丁×JOL原宿ライブ（1月20日、JOL原宿）
- LinQ「カラフルデイズ」発売イベントin 名古屋RAD HALL（1月24日、RAD HALL）
- CAMOUFLAGE定期公演「セトリはみんなで欲しがろうぜ！vol.2」（1月25日、名古屋M.I.D）
- Girl Planet（1月26日、心斎橋VARON）
- ウタ娘（2月1日、赤坂GENKI劇場）
- 「MAX POWER ENERGY」夜公演（2月2日、池袋ブラックホール）
- フリージアとショコラ×『LIVEアイドル図鑑』前夜祭2（2月7日、Shibuya O-EAST）
- 渋谷・MIXジュース～来週はバレンタイン！～（2月8日、渋谷RUIDO）
- ご当地アイドルお取り寄せ図鑑スペシャルライブ（2月11日、AKIBAカルチャーズ劇場）
- フリージアとショコラ2014 ~Sweet&Bitter~（2月12日、大須M.I.D）
- CAMOUFLAGE Presents「バレンタインだよ！アイドル集合！」（2月14日、大須RAD HALL）
- Fearing 実行委員会presents「Fearing vol.1」（2月15日、鶴舞DAYTRIP）
- つんつべ♂プレゼンツ！調子ブッコキ祭り2014春～また調子ブッコいて今度は7ヶ所まわっちゃうぜ！ツアー～（2月16日、名古屋CLUB QUATTRO）
- CAMOUFLAGE定期公演 「セトリはみんなで欲しがろうぜ!vol.3」（2月23日、APOLLO BASE）
- MUJICAスペシャルライブ（2月23日、ライブハウスMUJICA(ムジカ)）
- LinQ -OKINAWA LIVE-（3月１日、Livehouse Output）
- 急遽決定！wktkシアタープレオープン「カモフラwktkメイツ」（3月2日、日本橋AinsNeusHall）
- CAMOUFLAGE冠番組「BILLY CAM(e)-ビリカム-」第1回公開収録（3月8日、大須RAD HALL）
- アイプラギア2nd vol.10（3月11日、大須RAD HALL）
- CAMOUFLAGE、SiAM&POPTUNe合同イベント～迷彩色の猫～（3月15日、ソフマップ 名古屋駅ナカ店）
- ワールド Id♡l カップ vol.22（3月16日、K:TRACK）
- ワールド Id♡l カップ vol.23（3月16日、K:TRACK）
- ハニースパイス定期公演「ハニステvol.16」（3月18日、渋谷エンタメステージ）
- アイプラギア2nd vol.11～&CRAZY一周年SP～（3月18日、名古屋 HOLIDAY NEXT）
- Lovetk IDOL Carnival Vol.1（3月21日、Love Com Theater/wktkTHEATER/AinsNeusHall）
- Village Vanguard Presents 「いなヴぁっちフェス 2014 春!〜モッシュ・ヲタ芸・ヘドバン全部かかってこい!!〜」（3月22日、DIAMOND HALL）
- CAMOUFLAGE定期公演「セトリはみんなで欲しがろうぜ！vol.4」（3月23日、大須 RAD HALL）
- 赤坂アイドルふぇすてぃばる♥vol.1（3月24日、赤坂BLITZ）
- どっちの料理SHOWTIME（3月26日、大須 RAD HALL）
- 熱闘アイドル甲子園　前夜祭 IDOLSPRINGGROOVE2014 ～1nightCarnival～（3月29日、wktkTHEATER）
- BULL★ROCK（3月29日、hillsパン工場）
- 熱闘アイドル甲子園 SPECIAL EDITION IDOL SPRING GROOVE 2014 in ハーベストの丘 ～ご当地アイドル大集合～（3月30日、ハーベストの丘）
- Girls Planet*（3月30日、大阪心斎橋VARON）
- FRUITPOCHETTE“HOMESICK TOUR”2014（4月3日、岐阜・柳ケ瀬ants）
- VERUS Presents 「Princess ISM vol.3」（4月5日、原宿ASTRO HALL）
- CAMOUFLAGE冠番組「BILLY CAM(e)-ビリカム-」第2回公開収録（4月6日、大須RAD HALL）
- Love Mark Festival Vol.114（4月8日、SHIBUYA DESEO）
- PPP!PiXiON定期公演（4月9日、渋谷ドクタージーカンズ）
- 無銭アイドルイベントえびすまつりvol.122（4月10日、K2）
- 池袋MIXジュース～ドキドキ出会いの春～（4月12日、池袋RUIDO）
- GIRLS×GIRLS×GIRLS（4月12日、東京キネマ倶楽部）
- ネ申７ナイト！！「アイドル放課後プロジェクトvol.12」～Milkyナイトスペシャル版～（4月13日、渋谷Milkyway）
- Love Mark Festival Vol.117（4月15日、SHIBUYA DESEO）
- PPP!PiXiON定期公演（4月16日、渋谷ドクタージーカンズ）
- アイドル横丁Presents「～サクラ前線 北上祭!!～」（4月19日、原宿ASTRO HALL）
- CAMOUFLAGE TOKYO ONE MAN LIVE 「首都を狙うぜ！〜天下分け目の原宿大合戦〜」（4月19日、原宿ASTRO HALL ）
- VANISHING HYPER NEW YORKレセプションパーティ（4月25日、VANISHING HYPER NEW YORK店舗 ）
- CAMOUFLAGE定期公演「セトリはみんなで欲しがろうぜ！vol.4」（4月26日、大須M.I.D）
- ANNA☆S Presents「全力道2014 Vol.1」（4月29日、Shibuya eggman）

### 雑誌
- サイゾー（2013年9月18日発売、10月号、サイゾー）[10]※山下のみ
- SpyMaster（2014年5月13日 - 、流行発信）『素っパ！』連載